# رزیدنت ایول ۷: بایوهزرد
رزیدنت ایول ۷: بایوهزرد (به انگلیسی: Resident Evil 7: Biohazard) یک بازی ویدئویی در سبک ترس و بقا است که توسط شرکت کپ‌کام در تاریخ ۲۴ ژانویه ۲۰۱۷ برای مایکروسافت ویندوز، ایکس‌باکس وان، پلی‌استیشن ۴، و به دنبال آن نسخه‌ای ابری برای کنسول نینتندو سوئیچ در مه ۲۰۱۸ در کشور ژاپن، و دسامبر ۲۰۲۲ در سراسر جهان  منتشر شد. این یازدهمین قسمت اصلی در مجموعه بازی‌های رزیدنت ایول به‌شمار می‌رود و بر خلاف نسخه‌های پیشین سری که با دید سنتی سوم شخص دنبال می‌شد، این نسخه به صورت نمای اول شخص می‌باشد و داستان بازی پس از رخدادهای رزیدنت ایول ۶ اتفاق می‌افتد. نسخهٔ کنسول پلی‌استیشن ۴ قابلیت پشتیبانی از هدست واقعیت مجازی پلی‌استیشن وی‌آر را دارد.
رزیدنت ایول ۷: بایوهزرد برای اولین بار در طی کنفرانس مطبوعاتی شرکت سونی در ای۳ ۲۰۱۶ رونمایی شد، اما بازی برای مایکروسافت ویندوز و اکس‌باکس وان نیز در دسترس قرار گرفت. دنبالهٔ این بازی تحت عنوان رزیدنت ایول روستا در ۷ مه ۲۰۲۱، عرضه شد.

## روند بازی
در بازی بازیکن کنترل قهرمان اصلی را در پرسپکتیو اول شخص بدست می‌گیرد. بر خلاف بیشتر قهرمان‌های اصلی در مجموعه رزیدنت ایول، ایتن فردی غیرنظامی است که از مهارت‌های مبارزه بهره چندانی ندارد. با وجود این، او به انواع مختلفی از سلاح‌های سرد و گرم از جمله اسلحه دستی، شات‌گان، تبر، شعله‌افکن، مواد منفجره و اره زنجیری برای مقابله با دشمنان دسترسی دارد. روند بازی تجربهٔ سبک ترس و بقا سنتی را در اختیار بازیکنان قرار می‌دهد. بر خلاف بسیاری از نسخه‌های پیشین این سری، رزیدنت ایول ۷ در عوض سبک اکشن، تمرکز بیشتری بر وحشت دارد. همچنین دیگر مکانیک‌های قابل توجه در نسخه‌های پیشین مجموعه، شامل حل معماها، مدیریت منابع، گیاهان شفابخش و جعبه‌های آیتم نقش کلیدی در این قسمت ایفا می‌کنند. از سوی دیگر، رویداد فوری نیز به‌طور کامل در این قسمت حذف شده است.

## داستان
در رزیدنت اویل ۷ بازیکن نقش فردی به نام (ایتن وینترز) را بر عهده می‌گیرد که به دنبال همسر خود، (میا وینترز)، می‌گردد. میا ۳ سال پیش در یک حادثه گم شده بود و ایمیلی مرموز که ایتن با نام فرستنده میا دریافت می‌کند، ایتن را به دالوی در (ایالت لوئیزیانا) می‌کشاند. در ادامهٔ این حوادث ایتن به خانه‌ای مرموز می‌کشاند و سرنخ‌های بیشتری را از میا پیدا می‌کند، ایتن در هنگام جستجو نوار فیلمی را پیدا می‌کند و با دیدن فیلمی قدیمی که (روزنامه نگارانی را نشان می‌دهد که جهت پژوهش و تحقیق در مورد این خانه وارد خانه شده‌اند) ایتن با مشاهده فیلم متوجه می‌شود که ساکنان این خانه یعنی (خانوادهٔ بیکر) که اکنون ناپدید شده‌اند نفرین شده، و مانند ارواحی در این خانه حضور دارند که در آینده سعی بر قتل ایتن خواهند داشت.
در ادامه ایتن همسر خود یعنی میا را پیدا می‌کند اما میا نفرین شده و گاهی اوقات تبدیل به زامبی نامیرایی می‌شود. میا همسر خود ایتن را مجروح کرده و دست او را قطع می‌کند. سپس پدر خانوادهٔ بیکر (جک) او را یافته و او را با خود می‌برد. زویی (دختر خانواده که کمتر جنون به سرش می‌زند و بیشتر اوقات منطقی رفتار می‌کند) دست بریده ایتن را وصل می‌کند. ایتن، با تماس‌های زویی او و میا را پیدا می‌کند. ایتن با کمک زویی به دنبال پادزهر می‌گردد. اما در همین راه چالش‌های بزرگی را برای ایتن به وجود می‌آورد.
ایتن در نهایت جک و همسرش مارگاریت (پدر و مادر زویی) را می‌کشد و از تله‌های پسر خانواده لوکاس نیز جان سالم به در می‌برد و پادزهر را به دست می‌آورد. اما ایتن متوجه می‌شود که میا و اعضای خانواده بیکر هیچ‌کدام مقصر این وقایع نبوده‌اند. در واقع تحت کنترل دختری به نام Eveline قرار گرفته‌اند. اولین دختری است که توسط یک شرکت ناشناس و رقیب آمبرلا مورد آزمایش‌هایی قرار می‌گیرد و با تزریق نوعی ویروس تبدیل به موجودی می‌شود که توانایی جلوگیری از تخریب سلول‌های خود و کسانی که تحت اختیار وی هستند را دارد. این بدین معنی است که او می‌تواند سلول‌های فرد و خودش را بازسازی کرده و از مرگ جلوگیری کند. با این حال این ویروس مشکلاتی نیز به همراه دارد؛ این ویروس باعث می‌شود تا اولین کنترل افراد را بدست گیرد و بعضی از آنها را تبدیل به موجوداتی به نام مولددکند. این باعث می‌شود که پدر و مادر اولین او را رها کنند. اولین با پی بردن به این موضوع افسرده و عصبانی شده و سعی می‌کند که انتقام بگیرد؛ او با فرار کردن از محفظه و تحت کنترل درآوردن خدمه کشتی سعی می‌کند تا میا او را به عنوان فرزند بپذیرد. اما میا این را نمی‌پذیرد و میا نیز توسط اولین نیز تحت کنترل قرار می‌گیرد. پس از طوفانی بزرگ، کشتی در ۱۰ اکتبر ۲۰۱۴ در مرداب لوئیزیانا و نزدیکی خانه خانواده بیکر پرت می‌شود و بیکرها که از ماهیت میا و اولین با خبر نبودند، اولین را به عنوان بچه ای یتیم پذیرفته و خود نیز آلوده می‌شوند.
در نهایت ایتن پادزهر را به اِولین تزریق می‌کند و درمی‌یابد که او همان پیرزنی است که در خانه بیکر نقش مادربزرگ خانواده که بسیار حضور کمرنگی داشت نقش بازی می‌کرد. او تبدیل به یک هیولای جهش یافته می‌شود اما تأثیرات پادزهر اثر می‌کند و ایتن موفق به شکست او می‌شود. در نهایت، بالگردهای نجات از راه می‌رسند و به کمک کریس ردفیلد، اِولین به‌طور کلی نابود می‌شود.

## شخصیت‌ها
- ایتن وینترز (به انگلیسی: Ethan Winters)

شخصیت اصلی بازی یک شهروند ساده آمریکایی که به دنبال همسر گم‌شده خود می‌گردد، اما در ادامه با ماجراهای وحشتناکی روبرو می‌شود و پرده از رازی برمی‌دارد که سه سال منطقه را درگیر کرده است.
- میا وینترز (به انگلیسی: Mia Winters)

همسر ایتن وینترز است و در ماجراهای بازی نقش عمده‌ای را بازی می‌کند. او یکی از اعضای سازمانی بی‌نام و نشان، احتمالاً یکی از رقبای سابق شرکت آمبرلا است. او وظیفهٔ اسکورت یک سلاح زیستی به نام اِوِلین را به مرکز دیگری بر عهده داشت. با این حال تانکر نگهداری اِولین مورد حمله قرار گرفت و در مرداب لوئیزیانا سقوط کرد. نقش میا هر چند که حضوری کمرنگ در صحنه‌های بازی دارد، اما بسیار کلیدی و مهم است. در قسمتی از بازی می‌توان کنترل میا را بر عهده گرفت. میا همچنین برای مدت کوتاهی با توجه به اینکه توسط اِولین آلوده شده است، نقش یک هماورد را نیز ایفا می‌کند.
- جک بیکر (به انگلیسی: Jack Baker)

او یکی از شخصیت‌های اصلی در این نسخه محسوب می‌شود. جک بیکر مردی میانسال و پدر خانواده‌ای است که قربانی اِوِلین شده‌اند. او در طی بازی سه مرتبه به عنوان باس وارد میدان می‌شود. او همچنین در محتوای قابل دانلود دخترها و کابوس نیز به عنوان یک باس حضور دارد.
- مارگارت بیکر (به انگلیسی: Marguerite Baker)

مادر خانواده بیکر است. او هم دو بار به عنوان باس وارد عمل می‌شود در دی‌ال‌سی Doughters و Bedroom و Ethan must die به عنوان باس حضور دارد.
- لوکاس بیکر (به انگلیسی: Lucas Baker)

پسر خانواده است و سه بار به صورت مستقیم دیده می‌شود اما در اکثر اوقات یا صدایش شنیده یا تصاویر ضبط شده‌اش دیده می‌شود. شایعاتی هستند که می‌گویند وی توسط اِوِلین آلوده نشده بود. با توجه به اینکه لوکاس در کودکی یکی از قلدرهای مدرسه را کشته بود این شایعه به حقیقت نزدیک می‌شود. هر چند که لوکاس باس محسوب نمی‌شود، اما با کارهایی که انجام می‌دهد ایتن را به چالش می‌کشد. لوکاس در محتوای قابل دانلود «Not A Hero» نقش باس اصلی است.
- زویی بیکر (به انگلیسی: Zoe Baker)

کوچک‌ترین عضو خانواده بیکر است؛ و با وجود اینکه او نیز همانند دیگر اعضای خانواده‌اش توسط اِوِلین آلوده شده است، اما اغلب طبیعی به نظر می‌رسد و نقش یک شخصیت پشتیبان را ایفا می‌کند. او راهنمای ایتن در طول بازی است و به وسیله تلفن با ایتن ارتباط دارد. او که زامبی شدن خانواده‌اش را به چشم دیده است با پیدا کردن نامه‌ای از میا منتظر ورود ایتن و برقراری ارتباط با وی می‌شود. او تنها کسی است که سرم مخصوص را در پیش خود نگاه داشته است. در محتوای قابل دانلود «Doughters» زویی نقش اصلی را برعهده دارد.
- کلنسی جارویس (به انگلیسی: Clancy Jarvis)

یک شخصیت محوری در این بازی به‌شمار می‌رود. اهمیت حضور او ویدئوهای وی است و ارتباطی با خط اصلی داستان ندارد. او یک ماه قبل از حوادث اصلی و ورود ایتن با دو همکار خویش به خانهٔ بیکرها می‌آید اما گم شدن و کشته شدن دو همکار وی و دستگیر شدن او توسط بیکرها سعی می‌کند تا از آن خانه فرار کند اما در نهایت لوکاس او را گیر انداخته و او را می‌سوزاند. او در محتوای قابل دانلود «Bedroom» شخصیت اصلی است.
- اِوِلین (به انگلیسی: Eveline)

شخصیت منفی یا هماورد این مجموعه به‌شمار می‌رود. «اولین» دختری ده ساله است که شرکت آمبرلا ویروسی جدید را بر روی او آزمایش می‌کند. این دختر قادر است بوسیلهٔ این ویروس افراد مختلف را تحت کنترل خود درآورد، اما اولین در اثر برخورد با ویروس دچار پیری زود رس می‌شود.
اولین بدنبال خانواده می‌گردد، زیرا خانواده‌اش، او را ترک می‌کنند. بدین سبب اِوِلین سعی می‌کند تا از قدرت خود برای تحت اختیار گرفتن دیگران و تبدیل کردن آنان به زامبی استفاده کند تا برای خود خانواده‌ای تشکیل دهد. او را در کابینی در کشتی زندانی می‌کنند تا او را به مکان دیگری منتقل کنند. اما به دلیل بی‌دقتی یکی از اعضای گروه، «اولین» آزاد می‌شود و همه را تحت اختیار خود می‌گیرد.

## محتوای قابل دانلود
محتوای قابل دانلود این بازی کمی پس از ورود بازی به عرصهٔ فروش نیز معرفی شدند حدود ۴ محتوای قابل دانلود برای این بازی معرفی شد که دوتا از آن‌ها قسمتی از وقایع پیش آمده قبل از وقایع سری اصلی هستند.
«Not a hero» اولین محتوای قابل دانلود بازی است که در ان شخصیت کریس ردفیلد پس از پایان خط داستانی بازی با لوکاس بیکر درگیر می‌شود ردفیلد باید سه هم‌رزم خود را نجاد دهد که لوکاس آن‌ها را گرفته است. اما با پیداکردن اولین سرباز لوکاس به دست او یک بمب وصل کرده و پس‌ از مردن سومین سرباز بمب فعال می‌شود. کریس بمب را از دست خود جدا می‌کند و در آزمایشگاه زیرزمینی خانه، لوکاس را می‌کشد و فرایند انتشار ویروس در منطقه را از بین می‌برد.
(Doughters) شما در نقش زویی خواهید بود که رویدادهای قبل از بازی و چگونگی آلوده شدن خانواده بیکر توسط (eveline) را نشان می‌دهد که با توجه به انتخاب بازی کننده فرار یا به دست آوردن پادزهر را مد نظر خواهید داشت.
(Bedroom) شما در نقش کلنسی ژاویس خواهید بود که همان فیلم‌برداری بود که در اول بازی در نوار فیلمی بود که نشان می‌داد شبانه همراه دوستانش جهت پژوهش وارد خانه شده بودند که الان توسط مارگاریت در اتاق خوابی زندانی شده و باید از اتاق خواب فرار کند.
(Nightmare) است و بازیکن باید حدود پنج ساعت (در دنیای بازی) دوام آورد. او باید با انواع شات گان‌ها و اسلحه‌ها با زامبی‌ها و مخصوصاً (جک) مبارزه کند و در این پنج ساعت زنده بماند.
محتوای قابل دانلود دیگر به نام (۲۱) که در آن بازیکن باز هم نقش کلنسی ژاویس را برعهده دارد و ادامه فرار از اتاق خواب که توسط مارگاریت زندانی شده بود را نشان می‌دهد. حالا باید به خواست (لوکاس) یک بازی خشن را تجربه کند، در مجموعه‌ای به نام (Bannad Footage) قرار گرفته‌اند
(Ethan Must Die) بازیکن نوعی درجه سختی جدید را تجربه می‌کند و وظیفه دارد با مارگریت مبارزه کند و او را شکست دهد.
در محتوای قابل دانلود پایان زویی (end of zoe) بازیکن نقش عموی زویی و برادر جک را دارد، که زویی را پس از آنکه ایتن، میا را انتخاب کرد مومیایی شد پیدا می‌کند. او که از وقایع خانواده‌اش بی‌خبر بوده، سعی می‌کند زویی را درمان کند و در مسیر چند بار با یک موجود به نام مرد باتلاقی روبه‌رو می‌شود و او را شکست می‌دهد. پس از آنکه او دارو را بدست آورد، مرد باتلاقی زویی را دزدید. او زویی را تا منطقه قرنطینه آمبرلا حمل کرد و پس از آن در مه محو شد. مرد باتلاقی از زویی به‌عنوان تله استفاده کرد و جو را گیر انداخت اما جو پوشش روی صورت او را کند و از هویت مرد باتلاقی شوکه شد. او جک بیکر، برادر خود (جو) بود که می‌خواست دختر خودش را برباید. جک پس از تزریق سرم توسط ایتن، به دلیل سلول‌های مسموم شده اش زنده ماند و پس از مرگ اِولین تحت کنترل خودش بود. او که عقلش را از دست داده بود، بدنبال دزدیدن و کشتن زویی بود. (جو) پس از آن توسط یک مشت اساسی از جک بیهوش شد و در تابوتی به اعماق مرداب فرورفت اما توانست جان سالم به در ببرد. پس از آن او در یکی از جنگل‌های نزدیک مرداب یک دستکش مبارزه گیر آورد و پس از شکستن یک در، از بالکن خانه قدیمی بیکرها به حیاط راه پیدا کرده و در سالن اصلی خانه بیکرها با جک مبارزه کرد و توانست با دستکش آهنی خود نیم تنه بالایی او را نابود کند و وجودش را برای همیشه از روی زمین پاک کند.